# Yenesi
Yenesi (Avilés, 18 de noviembre de 2000) es una cantante y actriz española.

## Vida y carrera artística
Yenesi nació en Avilés y se crio en San Juan de la Arena. De pequeña descubrió el arte drag a partir de ver a las drags desfilar por el puerto de Ibiza. Más tarde, a los 14 años, a través del reality show RuPaul's Drag Race, empezó a descubrir su personaje.
En 2022, a partir de unos videos donde hacía unas imitaciones con un maquillaje simple, ganó popularidad en la red social Twitter. Más tarde se hizo viral con otro video de tono satírico. Desde entonces, la artista ha tenido un fuerte impacto en las redes y ha mantenido relación con personalidades como Samantha Hudson (quien es su «madre drag»).
En noviembre de 2022 participó, junto a las también artistas drag Hugáceo Crujiente, Carmen Farala, Marcus Massalami y Morfina, en un debate sobre la situación del arte drag en España en el programa web Gen Playz.
Desde julio de 2023 participa en el programa de Prime Video Las Moderadoras, junto a Esty Quesada. El 1 de abril de 2024 Atresmedia anunció que Yenesi formaría parte del reparto de la serie web Mariliendre, creada por Javier Ferreiro y producida por Javier Calvo y Javier Ambrossi.
En febrero de 2025 se confirmó su participación como concursante de la temporada 12 del programa Tu cara me suena de Antena 3. En la gala 8, abandonó el plató del programa tras mostrar su descontento con las puntuaciones otorgadas por el jurado alegando que «esto no es ni La Voz ni Operación Triunfo y yo me he dedicado a imitar».

## Carrera musical
Yenesi cuenta con cinco canciones con más de 100.000 reproducciones en plataformas como Spotify.

### Sencillos
| Año  | Título                   |
| ---- | ------------------------ |
| 2022 | «La rave del amor»       |
| 2023 | «Sin ti nada es igual..» |
| 2023 | «YENESI»                 |
| 2023 | «CALIENTE»               |
| 2024 | «NENA»                   |
| 2024 | «LOCOLOCO»               |

## Filmografía

### Programas
| Año   | Título                    | Notas        |
| ----- | ------------------------- | ------------ |
| 2022  | Gen Playz                 | 2 episodios  |
| 2022  | Esto es un Late           | 1 episodio   |
| 2023  | Tentaciones After Show    | 1 episodio   |
| 2023  | El Intermedio             | 1 episodio   |
| 2023  | Culpa Mía: Me pones a 100 | 3 episodios  |
| 2023  | Godolkin te Busca         | 1 episodio   |
| 2023  | La Morgue                 | 1 episodio   |
| 2023  | La Pura Verdad            | 1 episodio   |
| 2023  | Vicio Cheat Meal          | 3 episodios  |
| 2023- | Las Moderadoras           | 40 episodios |
| 2025  | Mariliendre               | 5 episodios  |
| 2025  | Tu cara me suena          | 14 galas     |

## Podcast
| Año     | Título               | Notas       |
| ------- | -------------------- | ----------- |
| 2022-23 | Reyes del Palique    | 5 episodios |
| 2022    | La Pija y la Quinqui | 1 episodio  |
| 2023    | Animales Humanos     | 1 episodio  |
| 2023    | Sabor a queer        | 1 episodio  |
| 2023    | Dulces y Saladas     | 1 episodio  |
| 2023    | El Guacal            | 1 episodio  |
| 2023    | Special People Club  | 1 episodio  |
| 2025    | Reyes del Palique    | 1 episodio  |